# Институт по органична химия
Институтът по органична химия е научно звено, в научно-изследователското направление по нанонауки, нови материали и технологии, на Българска академия на науките. В института се провеждат фундаментални и приложни изследвания в областта на органичната химия и химията на природни съединения.
Институтът разработва методи за синтез на многофункционални съединения, биоматериали, порести адсорбенти и катализатори, за оценката на автентичността и качеството на продукти от растителен и животински произход. Създават се функционални храни и хранителни добавки. Изучава се съставът на продуктите от преработката на твърди горива и биомаса.